# Namirea
Namirea Raven, 1984 è un genere di ragni appartenente alla famiglia Euagridae.

## Distribuzione
Le sette specie oggi note sono state reperite nell'Australia: ben sei sono endemiche del Queensland e una del Nuovo Galles del Sud.

## Tassonomia
Dal 1993 non sono stati esaminati esemplari delle specie di questo genere.
Attualmente, a dicembre 2020, si compone di sette specie:
- Namirea dougwallacei Raven, 1993 — Queensland
- Namirea eungella Raven, 1984 — Queensland
- Namirea fallax Raven, 1984 — Nuovo Galles del Sud
- Namirea insularis Raven, 1984 — Queensland
- Namirea johnlyonsi Raven, 1993 — Queensland
- Namirea montislewisi Raven, 1984 — Queensland
- Namirea planipes Raven, 1984[2] — Queensland